# Kleinwaffe

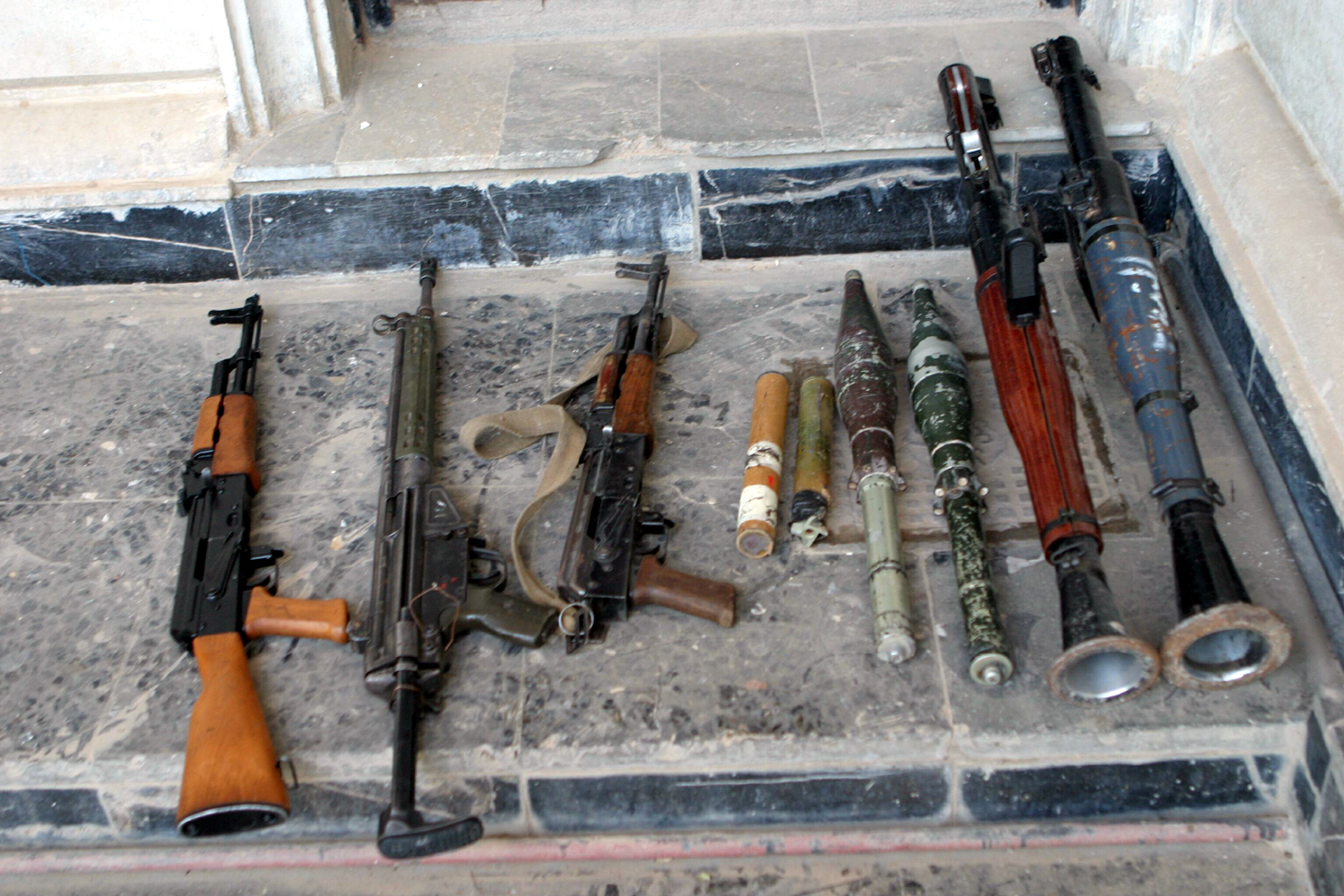
Kleinwaffen, die in Falludscha (Irak) beschlagnahmt wurden

Kleinwaffe ist ein Begriff zur Typologie von Waffen. Klassifiziert werden damit im Bereich der Legaldefinitionen eine Untermenge der Small Arms and Light Weapons, die von einer Person getragen und bedient werden können. Der Begriff entstand im frühen 21. Jahrhundert aus der schlechten wortwörtlichen Übersetzung des englischen Begriffs small arms (dt. kleine Waffen).
Dazu zählen Handfeuerwaffen wie Faustfeuerwaffen (Pistole/Revolver) oder Langwaffen (Gewehr, Karabiner, Sturmgewehr, Maschinenpistole, Schrotflinte, leichte Maschinengewehre), daneben aber auch militärisch genutzte Sprengmittel wie Handgranaten oder Minen.
Mörser, tragbare Raketenwerfer, mittlere und schwere Maschinengewehre werden als 'leichte Waffen' (engl. light weapons) bezeichnet. Zu ihrer Bedienung werden mehrere Personen benötigt. Kleinwaffen und leichte Waffen zusammen werden im Englischen als Small Arms and Light Weapons (SALW) bezeichnet.
Der Begriff der Kleinwaffen wird häufig im Zusammenhang mit der illiziten Verbreitung und dem illegalen Waffenhandel, Genehmigungen für Lizenzproduktionen und den Bürger- und Guerillakriegen sowie Low Intensity Conflicts insbesondere in der Dritten Welt gebraucht. Das in Genf ansässige Regierungsprojekt Small Arms Survey schätzt, dass sich über zwei Drittel aller Kleinwaffen in den Händen von Privatpersonen befinden. Von den 650 Millionen Kleinwaffen in Privatbesitz wiederum finden sich über 250 Millionen in den Vereinigten Staaten von Amerika. Zudem soll der überwiegende Teil der Kleinwaffen Faustfeuerwaffen sein. Die folgende Graphik gibt eine Übersicht über die zehn Länder mit der höchsten Dichte an Kleinwaffen weltweit:
Nichtstaatliche Organisationen wie Amnesty International, Oxfam und IANSA schätzen, dass täglich 1000 Menschen an Schussverletzungen durch Kleinwaffen sterben. Kofi Annan, der frühere Generalsekretär der Vereinten Nationen bemerkte im Oktober 2000 anlässlich seiner „We the Peoples“ Millenniums-Rede zur unkontrollierten Proliferation von Kleinwaffen wörtlich: ′Der durch Kleinwaffen geforderte Blutzoll stellt den aller anderen Waffensysteme in den Schatten […]. Hinsichtlich des Blutbads das sie anrichten, können Kleinwaffen sehr wohl als Massenvernichtungsmittel beschrieben werden′ (′The death toll from small arms dwarfs that of all other weapon systems […]. In terms of the carnage they cause, small arms could well be described as weapons of mass destruction.′).
Mit der Kampagne Control Arms setzt sich Amnesty International für ein weltweites Waffenhandelsabkommen ein. Damit soll die Proliferation militärischer Waffen, auch Faustfeuerwaffen, an Zivilisten verhindert werden.

## Kennzeichnungspflicht
Für Kleinwaffen gelten in Deutschland wegen ihrer Gefährlichkeit und für bessere Rückverfolgungsmöglichkeiten gesonderte gesetzliche Regelungen, wobei die Kennzeichnungsvorschriften für Exportwaffen gegenüber den Waffen, die im Inland verbleiben (für Polizei, Sportschützen etc.), erheblich voneinander abweichen.
Die Kennzeichnungspflicht für Kleinwaffen, die in Deutschland verbleiben, ist in § 24 des Waffengesetzes geregelt.
Kleinwaffen, die für den Exportmarkt vorgesehen sind, müssen nach § 13 der Zweiten Verordnung zur Durchführung des Gesetzes über die Kontrolle von Kriegswaffen gekennzeichnet werden.
Die weniger scharfen Kennzeichnungsvorschriften bei Exportwaffen haben zur Folge, dass Kleinwaffen durch Umdeklarieren der Seriennummern in Diktaturen geschmuggelt werden, ohne dass sich die Lieferungen zurückverfolgen lassen. Die unzureichende Gesetzgebung wird u. a. auch vom deutschen Zoll kritisiert.
Die UN-Resolution (a60-88), in der eine Kennzeichnungsverschärfung für Exportwaffen gefordert wird, ist in Deutschland seit 2005 nicht umgesetzt worden.